# Xala, Veracruz
Xala är en ort i Mexiko.   Den ligger i kommunen Mixtla de Altamirano och delstaten Veracruz, i den sydöstra delen av landet, 240 km öster om huvudstaden Mexico City. Xala ligger 1 613 meter över havet och antalet invånare är 328.
Terrängen runt Xala är bergig åt sydost, men åt nordväst är den kuperad. Runt Xala är det ganska tätbefolkat, med 199 invånare per kvadratkilometer. Närmaste större samhälle är Zongolica, 6,3 km norr om Xala. I omgivningarna runt Xala växer huvudsakligen savannskog.